# Dům Paula Letscheho ve Štětíně
Dům Paula Letscheho ve Štětíně je neexistující nájemní dům, který se nacházel na rohu dnešních ulic Grodzké a Farné, ve staroměstské části Štětína ve čtvrti Śródmieście. 

## Historie
Nájemní dům na rohu dnešní ulice Grodzka a Farna byl původně tzv. „Nové vinařství na ulici Wielka Tumska“ (New weinhauß in der großen Domstraße, 1608). V roce 1608 se město stalo vlastníkem majetku. Podle švédského katastru z roku 1706 a pruského katastru z roku 1722 zůstal nájemní dům majetkem města. V roce 1777 ji vlastnil obchodník Nonnemann, v roce 1784 oděvník Albert Gierke a v roce 1875 obchodník Piorkowsky. V letech 1900–1901 se budova stala majetkem obchodníka Paula Letscheho. Přestavěl dům a otevřel v něm vlastní obchodní dům pod názvem Kaufhaus Letsch. Během druhé světové války byl dům poškozen. Po válce byly jeho ruiny strženy. V současné době je na jeho místě trávník.